# Estación de Lieusaint - Moissy
La estación de Lieusaint - Moissy es una estación ferroviaria francesa de la línea de París Lyon a Marsella-Saint-Charles, ubicada al límite de los territorios de los municipios de Lieusaint y Moissy-Cramayel, en el departamento de Seine-et-Marne en región Isla de Francia.
Es una estación de la SNCF dedicada a los trenes de la línea D del RER.
A partir de esta estación empieza la línea nueva a gran velocidad hacia Lyon inaugurada en 1983.

## Servicios viajeros

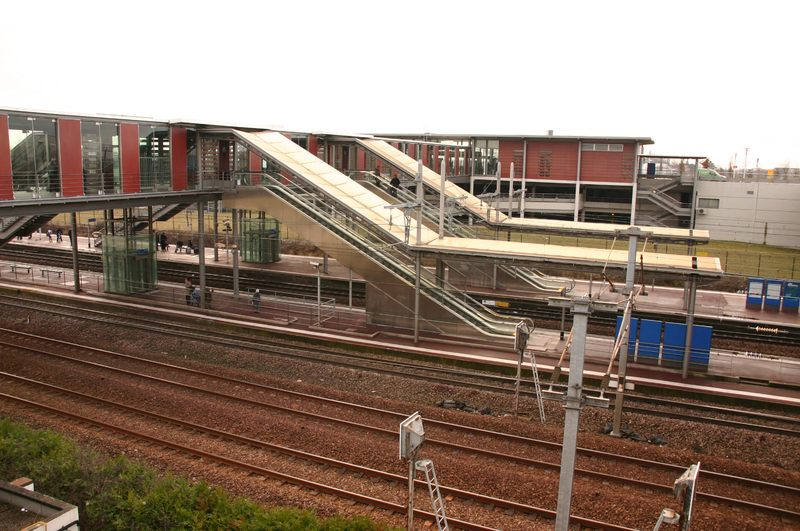
Andenes de la estación. Al primer plano, se puede ver las vías de la línea TGV

### Recepción y equipo
La estación comporta un edificio principal que esta del lado de Lieusaint. Un segundo edificio, lado Moissy-Cramayel, permite el acceso a los trenes desde esta común. Un servicio comercial está asegurado todos los días de las 6 de la mañana hasta la 1 de la noche. La estación dispone de un aparcamiento gratuito con una capacidad total de 500 sitios.

### Desserte
La estación está utilizada por los trenes de la línea D del RER, según una frecuencia de 8 trenes por hora en periodo de punta y de dos a cuatro por hora en periodo normal.